# Pelso-blokk

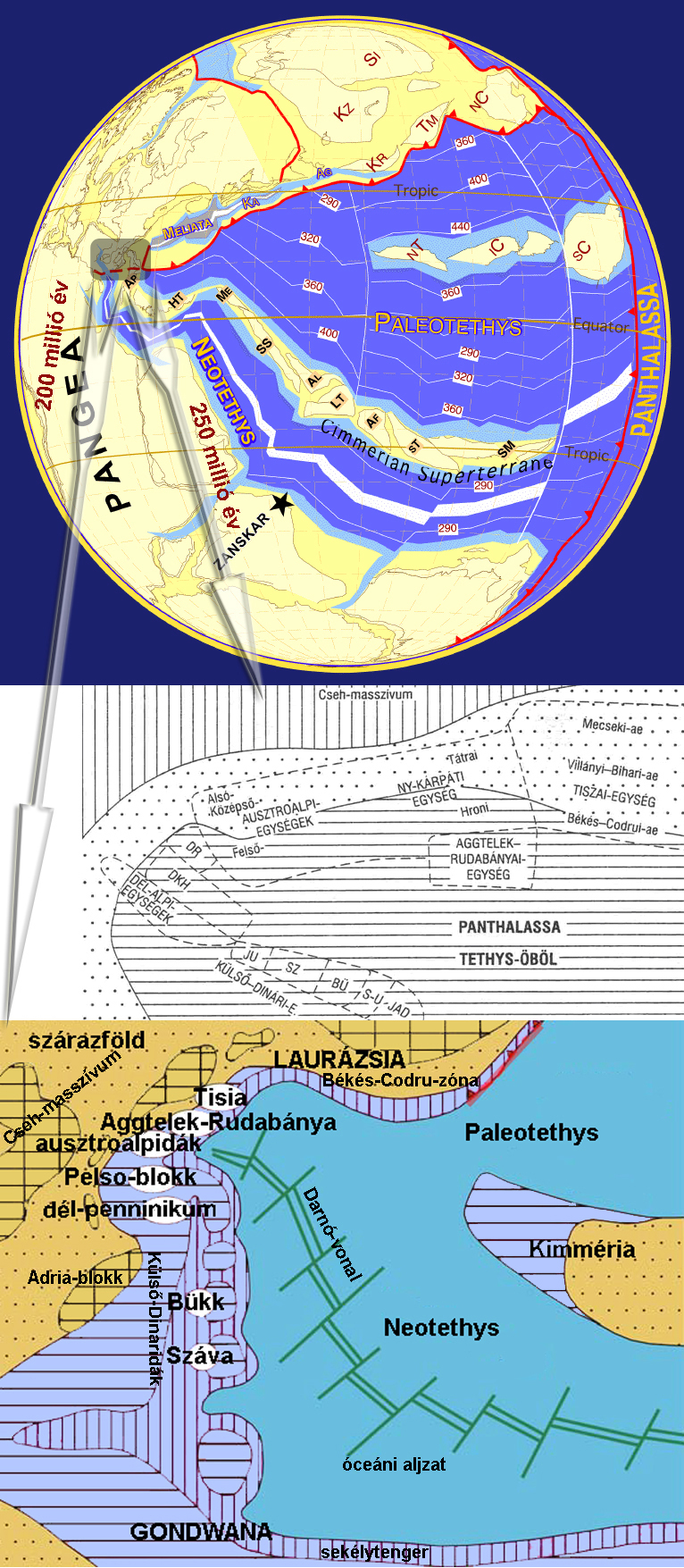
250 millió éve a labai fázisban Kimméria nyugati végénél nyílt fel a hasadékvölgy, majd a széttördezett mikrolemezek az ókimmériai mozgások hatására összesodródtak, így alakult ki a Kárpát-medence aljzata

A Pelso-blokk Magyarország geológiai aljzatát alkotó egységek egyike, a dunántúli-középhegységi egység. Nevét a Balaton latin nevéről kapta. A blokk a Dunántúli-középhegységet és a Dunabalparti-rögöket foglalja magában. Ismert képződményei Magyarország területén alig nyúlnak túl, nyugati folytatása a periadriai lineamens, az Északi- és Déli-Alpok között egy 10–20 kilométeres zónában követhető a Gail-völgyi Alpok és Karavankák vidékén. A Pelso törésvonalak által határolt, saját történetű lemezdarab. Önállósága a szilur végétől az eocénig követhető.

## Kialakulása
A Pelso-blokk a periadriai lineamens nevű vízszintes elcsúszási zónából préselődött ki az Alpok északi (helvétikum) és déli (penninikum) részeinek ütközése idején. Északkeleti irányú mozgása több száz kilométer, míg végül az Alcapa és Tisia közé ékelődve megállt. Keleti vége a Cserhát vagy a Mátra alatt lehet, de konkrét elvégződését nem ismerjük.

## Tektonikai története
A terület eredetileg a Gondwana része volt. A Hun-lemez mozgásai szakították el attól, annak laurázsiai ütközése összetolták az északi földrészekkel. A Pangea létrejöttével ismét egyesült az Afrika-lemezzel. A késő permben a mai ausztroalpidák északkeletről, a délalpi egységek délnyugatról határolták. A kora triásztól a térség balkezes rotációba kezdett, a középső triászban az ausztroalpi egységek már északra voltak tőle, a délalpiak pedig délre. Ezzel került a Pelso-blokk az alpidák nyírási zónájába, ahonnan később kipréselődött és a késő krétától az eocén közepéig vándorolt kelet felé. Ekkortól története azonos az Alcapával.